# Matematika na šahovnici
Matematika na šahovnici povezuje šah in matematiko. Od šaha vzamemo šahovnico, figure in pravila, ki jih pogosto spremenimo. Matematika pa prispeva orodja za obravnavo problemov, ki si jih zastavimo. Zadnje čase si pogosto pomagamo z računalnikom, kljub temu pa so nekateri problemi stari več stoletij.
Nekateri šahisti so bili tudi dobri matematiki (Lasker, Euwe, Botvinik, Loyd) in tudi mnogi matematiki so se ukvarjali s šahom (Euler, Gauss). Večina problemov, ki so jih obravnavali, danes sodi v področje razvedrilne matematike, povezani pa so z drugimi matematičnimi področji: teorijo iger, teorijo informacije, algebro, teorijo grafov, kombinatoriko ter programiranjem oziroma iskanjem algoritmov.
Nekaj značilnih primerov:
- zgodba o iznajditelju šaha
- problem petih dam
- problem osmih dam
- skakačev obhod
- igre na šahovnici
- problem števila zrn na šahovnici